# 金南善
金南善（韓語：김남선，1981年5月3日—），韓國女子手球運動員，亦是韓國國家女子手球隊隊員。
2008年，金南善代表韩国參加中國北京舉行的奥林匹克运动会女子手球比賽，最終贏得一面銅牌。